# Asclepias uncialis
Asclepias uncialis ist eine Pflanzenart der Gattung Seidenpflanzen (Asclepias) aus der Unterfamilie der Seidenpflanzengewächse (Asclepiadoideae).

## Merkmale

### Vegetative Merkmale
Asclepias uncialis ist eine kleine, ausdauernde, aufrecht wachsende Pflanze mit einem Rhizom-ähnlichen Wurzelstock. Die schlanken, krautigen Triebe sind aufsteigend oder nieder liegend und lediglich 5 bis 20 cm lang. Aus dem Wurzelstock wachsen mehrere, dicht gedrängte, sehr spärlich flaumig behaarte Triebe, die unverzweigt sind. Die gegenständig bis unregelmäßig wechselständig an den Stängeln angeordneten Blätter sind kurz bis sehr kurz gestielt (1 bis 5 mm lang), und sehr unterschiedlich in der Form entlang des Triebes. Die unteren Blattspreiten sind eiförmig, die höher stehenden Spreiten wechseln ziemlich abrupt zu einer linealisch-lanzettlichen Form. Das äußere Ende ist stumpfwinklig bis spitz, die Basis stumpfwinklig bis gerundet. Sie sind 1 bis 2 cm lang, 2 bis 7 mm breit und sehr fein flaumig behaart.

### Blütenstand und Blüten
Die wenigblütigen Blütenstände sind endständig oder annähernd endständig seitlich an den obersten Nodien und ungestielt, selten auch kurz gestielt. Die gestielten Blüten sind vergleichsweise klein, die sehr schlanken Blütenstiele sind 1 bis 1,5 cm lang und fein flaumig behaart. Die Kelchblätter sind eiförmig-lanzettlich, etwa 2 mm lang und spärlich flaumig behaart. Die Blütenkrone ist radförmig und stark zurück gebogenen, purpur-rosafarbenen Kronblättern. Die Zipfel sind etwa 4 mm lang. Die einreihige, blassrosafarbene bis gelbliche Nebenkrone ist ungestielt. Die Zipfel der (staminalen) Nebenkrone sind kurz-sackförmig, etwa 1,5 mm lang und am oberen Ende abgeflacht. Die Form entsteht durch das Einrollen der Zipfel nach innen. An der „Naht“ der sackartigen Struktur sind die Ränder im rechten Winkel umgebogen und zu dreieckigen, zugespitzten Fortsätzen ausgezogen. Die Zipfel der Nebenkrone sind etwas kürzer als das Gynostegium. Der Sekundärfortsatz an der Innenseite der Zipfel setzt etwa in mittlerer Höhe an. Der innen flache Fortsatz ist aufgebläht, eiförmig und nur geringfügig länger als der Zipfel. Der Griffelkopf ist etwa 1 mm lang und 1,5 mm breit.

### Früchte und Samen
Die Balgfrüchte stehen aufrecht auf U-förmig gebogenen Stielen; sie sind etwa 4 bis 6 cm lang. Meist entwickelt sich nur eine Frucht pro Stiel, selten auch zwei Früchte.

### Ähnliche Arten
Asclepias uncialis ist nahe mit Asclepias cutleri und Asclepias brachystephana verwandt; alle Arten sind sehr klein und auf trockene Standorte beschränkt.

## Geographische Verbreitung und Ökologie
Das Verbreitungsgebiet von Asclepias uncialis erstreckt sich über die US-amerikanischen Bundesstaaten Arizona, Colorado, Nevada, New Mexico, Oklahoma, Texas, Utah und Wyoming. Sie wächst in trockenen, sandigen oder steinigen Böden in 1100 bis 2150 m Höhe über dem Meeresspiegel. Sie blüht dort im Mai und Juni. Erste blühende Pflanzen wurde aber bereits auch schon Ende März gesammelt. Die Blüten bleiben vier bis acht Tage offen. Der starke Blütenduft wird beschrieben als „Rosenduft“ oder „duftend nach Zitrus“. Sie produzieren viel Nektar. Die Früchte reifen in 40 bis 60 Tagen nach der Befruchtung heran. Da aus dem Rhizom-ähnlichen Wurzelstock mehrere oft weit voneinander stehende Triebe entstehen, wird auch eine begrenzte vegetative Vermehrung für möglich gehalten.

## Taxonomie und Systematik
Das Taxon wurde 1880 von Edward Lee Greene erstmals beschrieben. 1941 beschrieb Bassett Maguire das Taxon Asclepias ruthiae; das Artepithet ehrt seine Frau Ruth Maguire. Robert Everard Woodson hielt 1954 noch beide Taxa für gültige Arten. Dagegen reduzierte Eric Sundell Asclepias ruthiae 1994 zu einer bloßen Varietät von Asclepias uncialis. John T. Kartesz und Kanchi Natarajan Gandhi hoben 1991 den Rang von Asclepias ruthiae wieder zur Unterart an. Die Plant List akzeptiert diese beiden Unterarten. Als Synonyme der Unterart ruthiae werden Asclepias eastwoodiana Barneby und Asclepias sanjuanensis Heil, Porter & Welsh (1989) angesehen.
- Asclepias uncialis subsp. uncialis: Diese Unterart ist sehr klein, die Triebe werden nur 5 bis 10 cm lang. Die Blätter sind lanzettlich bis linealisch. Die flaumige Behaarung beschränkt sich auf die Blattränder und die Blattadern. Die Blüten sind vergleichsweise klein, die Kronblätter 3 bis 4 mm lang. Die Zipfel der Nebenkrone besitzen gut entwickelte dreieckige Fortsätze an den Rändern. Der hornförmige Sekundärfortsatz ist innen abgeflacht und eiförmig im Umriss. Die Unterart uncialis ist auf Arizona, Colorado, New Mexico, Oklahoma, Texas, Utah, Wyoming beschränkt. Sie wächst dort auf 1500 bis 2150 m Höhe in lichten Wäldern und Wüstenbuschwerk.

- Asclepias uncialis subsp. ruthiae (Maguire) J.T.Kartesz & Gandhi. Die Triebe werden 10 bis 20 cm hoch mit meist breit-eiförmigen, breit-elliptischen oder fast runden Blättern, die nach oben langsam in schmal eiförmige oder breit-lanzettliche Blätter übergehen. Die Ränder sind wollig behaart, die Ober- und Unterseiten kurz wollig behaart bis kahl. Die Blüten sind vergleichsweise groß, die Kronblattzipfel werden 4 bis 6 mm lang. Die Zipfel der Nebenkrone besitzen an den Rändern nur undeutliche bis mäßig entwickelte dreieckige Fortsätze. Der Sekundärfortsatz an der Innenseite der Zipfel der Nebenkrone ist annähernd fingerförmig.

Der Holotypus wird an der Utah State University aufbewahrt. Die Unterart ruthiae ist auf Arizona, New Mexico, Nevada und Utah beschränkt. Sie wächst dort in Wüstenbuschwerk und Pinyon-Kiefern-Wacholder-Gemeinschaften in 1100 bis 1900 m Höhe.

## Belege